# Kashiko Kawakita
Kashiko Kawakita (川喜多かしこ) (21 mars 1908 - 27 juillet 1993) est une productrice japonaise de cinéma qui fut la femme de Nagamasa Kawakita. En tant que vice-présidente de Tōwa Trading, elle a une influence, avec son mari et sa fille Kazuko Kawakita, sur le développement de l'industrie cinématographique japonaise, finançant des acteurs et actrices, et faisant la promotion du cinéma japonais à l'étranger.

## Biographie
Kawakita est née à Osaka et voyage beaucoup durant son enfance en raison du travail de son père dans les affaires. La famille s'installe à Yokohama quand elle a 12 ans et elle entre à l'école pour filles Ferris (en) pour apprendre l'anglais.
Elle rejoint la compagnie Tōwa Trading en 1929 comme secrétaire du président, son futur mari, Nagamasa Kawakita. Son premier travail à la Tōwa est de traduire le script de L'Amour fou d'une maîtresse de chant de Kenji Mizoguchi du japonais à l'anglais. Après leur mariage en 1932, les Kawakita utilisent leur lune de miel en Europe pour acquérir des films pour le marché japonais. Le film Jeunes filles en uniforme de Leontine Sagan de 1931 attire son attention, et elle convainc son mari réticent d'en acquérir les droits. Il devient un énorme succès au Japon, et à la suite de cela, les Kawakita voyageront toujours ensemble pour choisir les films. Ils sélectionnent les films de nombreux cinéastes européens comme Jean Renoir, René Clair, Jacques Feyder ou Julien Duvivier. Ils présentent également des films japonais aux festivals européens, comme Rashōmon d'Akira Kurosawa à la Mostra de Venise de 1951.
En 1948, les Kawakita rencontre Donald Richie avec qui ils deviennent amis. Kashiko Kawakita le présente à Yasujirō Ozu qui le parraine lorsqu'il demande la résidence permanente au Japon.
En 1955, elle s'installe à Londres pendant deux ans tandis que sa fille, Kazuko Kawakita, y fait ses études, et est sur place surnommée « Madame Kawakita ». Elle visite régulièrement la Cinémathèque Française de Paris et le British Film Institute de Londres, et réalise l'importance des « bibliothèques de films » pour la préservation et la diffusion de films en danger de conservation pour la postérité. Quand Henri Langlois, fondateur et président de la Cinemathèque Française, propose un échange de rétrospectives entre les cinémas français et japonais, il présente des classiques de films japonais en France, et vice-versa. Kashiko finit par réaliser que le Musée d'art moderne de Tokyo ne possède presque aucun film dans ses collections. Déterminée à établir une cinémathèque nationale au Japon, elle participe à la fondation du Conseil de la cinémathèque japonaise pour conserver les films en tant que « propriétés culturelles ». Cela permettra le visionnage de 131 classiques japonais à la Cinémathèque Française en 1963. Depuis Berlin en 1956, Kawakita est jurée dans 26 festivals de films internationaux.
En 1961, Kashiko Kawakita participe à la création de l'ATG (Art Theater Guild) société de distribution et de production qui jouera un rôle majeur dans l'émergence de la "Nouvelle Vague" japonaise et la distribution de films d'auteur occidentaux au Japon. Destinée à promouvoir la réalisation de films au Japon qui ne pourraient autrement pas être commercialisés, l'ATG produira notamment des films de  Nagisa Oshima, Shohei Imamura, Masahiro Shinoda, Yoshishige Yoshida, Susumu Hani ou Shuji Terayama.
Dans les années 1970, elle participe à des rétrospectives à l'étranger de grands réalisateurs japonais. Après la mort de son mari en 1982, le conseil de la cinémathèque japonaise est renommé Institut Kawakita mémorial du film. Elle meurt en 1993.